# Deraeocorinae
Deraeocorinae es una subfamilia de hemípteros heterópteros perteneciente a la familia Miridae.

## Tribus
- Clivinematini
- Deraeocorini
- Hyaliodini
- Saturniomirini
- Surinamellini
- Termatophylini

## Géneros enincertae sedis
- Termatophylisca